# آتري
آتري أو أتري (بالسنسكريتية: अत्रि)‏، هو حكيم فيدي، يُنسب إليه الفضل في تأليف العديد من الترانيم لآجني وإندرا وآلهة هندوسية أخرى. أتري هو واحد من السابتاريشي (سبعة حكماء فيديين عظماء) في التقليد الهندوسي، والأكثر ذكرًا في كتابها المقدس ريجفيدا.
يُطلق على الماندالا الخامسة (الكتاب 5) من ريجفيدا اسم ماندالا أتري تكريماً له.